# Agence de régulation des postes et des communications électroniques
 (mars 2020).
L'Agence de Régulation des Postes et des Communications Électroniques (ARPCE), est l'autorité congolaise de contrôle, de suivi et de régulation des secteurs des postes et des communications électroniques.
Instituée par la loi no 11-2009 du 25 novembre 2009, l'ARPCE est un établissement public administratif, doté de la personnalité juridique et de l'autonomie financière. Elle est placée sous la tutelle du Ministère chargé des postes et des communications électroniques,.

## Organisation
Dirigée par Louis Marc Sakala, nommé par décret présidentiel no 2020-106 du 9 avril 2020, l’Agence de Régulation des Postes et des Communications Électroniques a débuté ses activités le 5 février 2010. L’ARPCE est administrée par deux organes :
- Le Conseil de Régulation ;
- La Direction Générale.

## Missions et pouvoirs
L'ARPCE assure le suivi et l’évaluation des secteurs des Postes et des Communications Électroniques.
Ses missions, qui sont accompagnées des pouvoirs, sont réparties en cinq grands axes :
1. Mission générale
2. Garantir le service aux usagers
3. Œuvrer pour l'intérêt national
4. Encadrer l'activité des opérateurs
5. Gérer le domaine des fréquences radioélectriques

## Annexe